# 幸福歸來
《幸福归来》 是2014年台湾复仇情感劇，上海克顿影视有限责任公司出品，全剧共有48集，由沈怡、丁仰国、管健壮、周国栋联合执导，李沁、吴卓羲、童苡萱、郭家豪等主演。2014年5月21日该剧在深圳开机，2014年5月22日该剧在深圳拍摄，2014年9月21日该剧在深圳全部杀青，深圳卫视、江西卫视2015年11月7日首播。该剧讲述了鱼幼薇在遭遇了一系列的打击后，凭借着自己顽强的精神战胜一切困境，成就了一个渔村女孩的航海传奇的故事。

## 播出时间
| 频道     | 所在地         | 播映日期      | 播出时间 | 备注     |
| -------- | -------------- | ------------- | -------- | -------- |
| 深圳衛視 | 中华人民共和国 | 2015年11月7日 | 19:35    | 黄金剧场 |
| 江西卫视 | 中华人民共和国 | 2015年11月7日 | 19:35    | 金牌剧场 |

## 剧情简介
鱼幼薇（李沁 饰）本是含着金汤匙出生的千金大小姐，却在命运的捉弄下来到了偏僻贫穷的渔村，成为了渔民的女儿。虽然家中的条件十分艰苦，还有一个患病的弟弟需要照料，但鱼幼薇还是克服了重重的困难，成长为阳光开朗，积极乐观的女孩子。她与韩氏帆船队的负责人韩铭（吴卓羲 饰）不打不相识，在韩铭的帮助下，幼薇离自己的帆船梦想越来越近。同时她的身世之谜也困扰着自己。

## 大结局
2015年11月30日星期一晚上19:30，深圳卫视和江西卫视《幸福归来》大结局/最后一集是最后一夜与最后一天。

### 中国深圳
鱼仕威醉倒在路边被路过的小偷搜刮，幸好小美几人及时赶到，才赶跑了那个小偷。即使醉过去，鱼仕威仍然认出了韩铭，大骂着不让他和鱼幼薇靠近。小美只好自己把喝得晕乎乎的鱼仕威带回家。试航失败后，鱼仕威被打回原来那个一无所有的穷小子，可是小美依然一心地陪着他，甚至向他求婚。鱼仕威终于被她感动，这个一直以来无论好坏都守在自己身边，全心全意对自己好的女孩才是他最好的归宿。丁艾嘉不得不负责新兴号项目失败的全部赔偿责任，让她失去了所有的财富。失去理智的丁艾嘉冲到丁氏船队大骂鱼幼薇，认定是她害自己变成这个样子，韩铭护着鱼幼薇，就连韩树根也让保安把她架了出去。放下执念的鱼仕威希望姐姐丁艾嘉也能回头，可是丁艾嘉大有不撞南墙不回头的决心，她要一直跟鱼幼薇斗下去，直到把她毁掉。丁艾嘉不得不出售丁家的大宅，鱼幼薇果真实现了当初的誓言，夺回了丁家，让丁怀远回到了自己的家。

### 美国纽约
终于安定下来，鱼幼薇和韩铭一起去美国纽约曼哈顿时报广场接丁潭回家，纽约时间傍晚至晚上、丁潭的身体渐渐好转的美国英语的纽约市英语，可以回国深圳治疗了。突然两个人闯进医院，纽约时间晚上至深宵、绑架了韩铭和鱼幼薇。原来是丁艾嘉雇佣了他们，等韩铭醒过来，他们已经被绑起来了。眼看着丁艾嘉让人伤害鱼幼薇，紧急中韩铭挣开绳索打晕了那两个人，救下了鱼幼薇。失去了依靠的丁艾嘉绝望了，她质问韩铭有没有爱过她，韩铭坦白地告诉她没有。丁艾嘉拔出怀里的匕首，就在鱼幼薇和韩铭都以为她要刺过来的时候，她竟然把刀血血口对准了自己。鱼幼薇和韩铭都惊住了，丁艾嘉慢慢倒下去，韩铭一个箭步冲了过去扶住了她。看着这个陪伴自己长大的女孩在自己面前结束了生命，韩铭心痛极了到纽约市警察局声音是丁艾嘉發逝世去世逝世死死死亡。

### 中国深圳

#### 结尾
中国标准时间早上11点58分鱼幼薇和鱼仕威把丁艾嘉安葬在爸妈身边的坟墓墓地是回家到深圳之后，让她能够跟爸妈在一起获得安息。鱼仕威也把所有的心都放到小美身上，坦言已经放下鱼幼薇，从今以后把她当姐姐。鱼仕威能够放下执念也让鱼幼薇很欣慰。
大结局片尾结尾终于八个月后中国标准时间中午13时59分在鱼幼薇和韩铭的主导下，丁韩两家的成功合作使韩氏集团翠行正式成为了全新国内最大的帆船公司举行正式成立仪式，随着希望号的成功，建立起了全新中国自己的帆船品牌今天成立了，实现了老一辈人的帆船梦想。（全剧终）

## 演員列表
| 演員   | 角色          | 介紹 | 配音   |
| 李沁   | 鱼幼薇/丁艾嘉 | 丁氏集团的千金，却因幼时阴差阳错被调换而沦落为渔民之女。从小热爱帆船和大海，立志做一名帆船手。并与韩式帆船队的负责人韩铭误打误撞成了一对欢喜冤家。并渐渐爱上了韩铭。因此，与丁艾嘉上演了一段情敌之战。                           | 乔诗语 |
| 吴卓羲 | 韩铭          | 韩氏帆船队的负责人。年少有为，丁艾嘉一直喜欢的对象。却误打误撞与贫穷的鱼幼薇成了欢喜冤家，并渐渐爱上了鱼幼薇。 | 陈浩   |
| 童苡萱 | 丁艾嘉/鱼幼美 | 因幼时被意外调换，身份从渔家小妹转换成锦衣玉食的丁氏集团千金。自私自利，心高气傲。和丁氏集团真千金鱼幼薇共同爱上了韩铭。为了自己的爱情，她可以不择手段。当身世之谜一步步揭开时，为了保住自己的地位，甚至不惜伤害疼爱自己的家人。 |        |
| 杨雨婷 | 丁池          | 腹黑霸道的女总裁，与孟霍有染，令孟霍助其借高利贷，手中握有丁氏船队经理方俊的把柄而以此为要挟逼迫方俊替自己做事。后期反而没那么可恶，倒是鱼仕威和鱼幼美真是姐弟，为自己的私欲变得面目铮面目狰狞。                                 | 金雁   |
| 郭家豪 | 鱼仕威        | 艾嘉的亲弟弟,幼薇养父母的儿子。幼薇守护者。青春帅气，冲动倔强，有主见。后期因执念太深，他所谓的“爱”成为尖锐的利器，深深伤害了真正爱他的人。                                                                                      | 边江   |
| 李欣聪 | 小美          | 酒吧酒水促销员，单纯善良，幼薇的好姐妹，暗恋着仕威，对仕威默默付出，导致被人利用，最后心甘情愿为了她的爱，变的“不择手段”，和幼薇对立。                                                                                           |        |

## 音乐原声
| 曲名                 | 作词   | 作曲   | 演唱   | 备注           |
| -------------------- | ------ | ------ | ------ | -------------- |
| 《没那么爱我》       | 宇桐非 | 宇桐非 | 宇桐非 | 主题曲、片尾曲 |
| 《爱上不该爱的人》   | 宇桐非 | 宇桐非 | 宇桐非 | 插曲           |
| 《每一次想起》       | 宇桐非 | 宇桐非 | 宇桐非 | 插曲           |
| 《后海一夜》         | 宇桐非 | 宇桐非 | 宇桐非 | 插曲           |
| 《因为爱你所以放弃》 | 宇桐非 | 宇桐非 | 宇桐非 | 插曲           |
| 《感动天感动地》     | 宇桐非 | 宇桐非 | 宇桐非 | 插曲           |
| 《与你同飞》         | 宇桐非 | 宇桐非 | 宇桐非 | 插曲           |
| 《拿什么救赎》       | 宇桐非 | 宇桐非 | 宇桐非 | 插曲           |
| 《易碎的玻璃》       | 宇桐非 | 宇桐非 | 宇桐非 | 插曲           |
| 《七月七日记》       | 宇桐非 | 宇桐非 | 宇桐非 | 插曲           |

## 幕后花絮
该剧是李沁和吴卓羲的首次合作，而开拍当天的第一场戏，就需要两人毫不留情大打出手，吴卓羲主动过来与李沁聊天、开玩笑，两人之间的陌生感一下子就消失了，拍摄起来很顺利。
在拍摄过程中，剧中有多个场景是在海中航行完成的，因为大海的“脸色”总是阴晴不定，经常会因为波涛太大，导致拍摄延误。
在拍摄一场厨房刷碗的戏的时候，看到导演准备了许多食材，郭家豪顺手秀了一回自己的刀工。 
为从形象上更接近戏中人物，任思扬决定每天走十公里减肥。 
该剧是李沁出道以来，首次在电视剧中以短发示人。

## 制作
2014年5月21日在深圳举行开机仪式，并在2014年9月21日正式在深圳全部杀青。

## 電視劇的變遷
| 中国 深圳衛視 黄金剧场 每晚19:35－21:35两集连播 | 中国 深圳衛視 黄金剧场 每晚19:35－21:35两集连播      | 中国 深圳衛視 黄金剧场 每晚19:35－21:35两集连播 |
| ----------------------------------------------- | ---------------------------------------------------- | ----------------------------------------------- |
|                                                 | 幸福归来 （2015年11月7日 - 2015年11月30日）          |                                                 |
| 三个奶爸 （2015年10月16日 - 2015年11月6日）     | 長在麵包樹上的女人 （2015年12月1日－2015年12月19日） |                                                 |

| 中国 江西衛視 金牌剧场 每晚19:35－21:35两集连播 | 中国 江西衛視 金牌剧场 每晚19:35－21:35两集连播 | 中国 江西衛視 金牌剧场 每晚19:35－21:35两集连播 |
| ----------------------------------------------- | ----------------------------------------------- | ----------------------------------------------- |
|                                                 | 幸福归来 （2015年11月7日 - 2015年11月30日）     |                                                 |
| 妈妈向前冲 （2015年10月21日 - 2015年11月6日）   | 等你爱我 （2015年12月1日－2015年12月20日）      |                                                 |